# Andrew Bonar Law

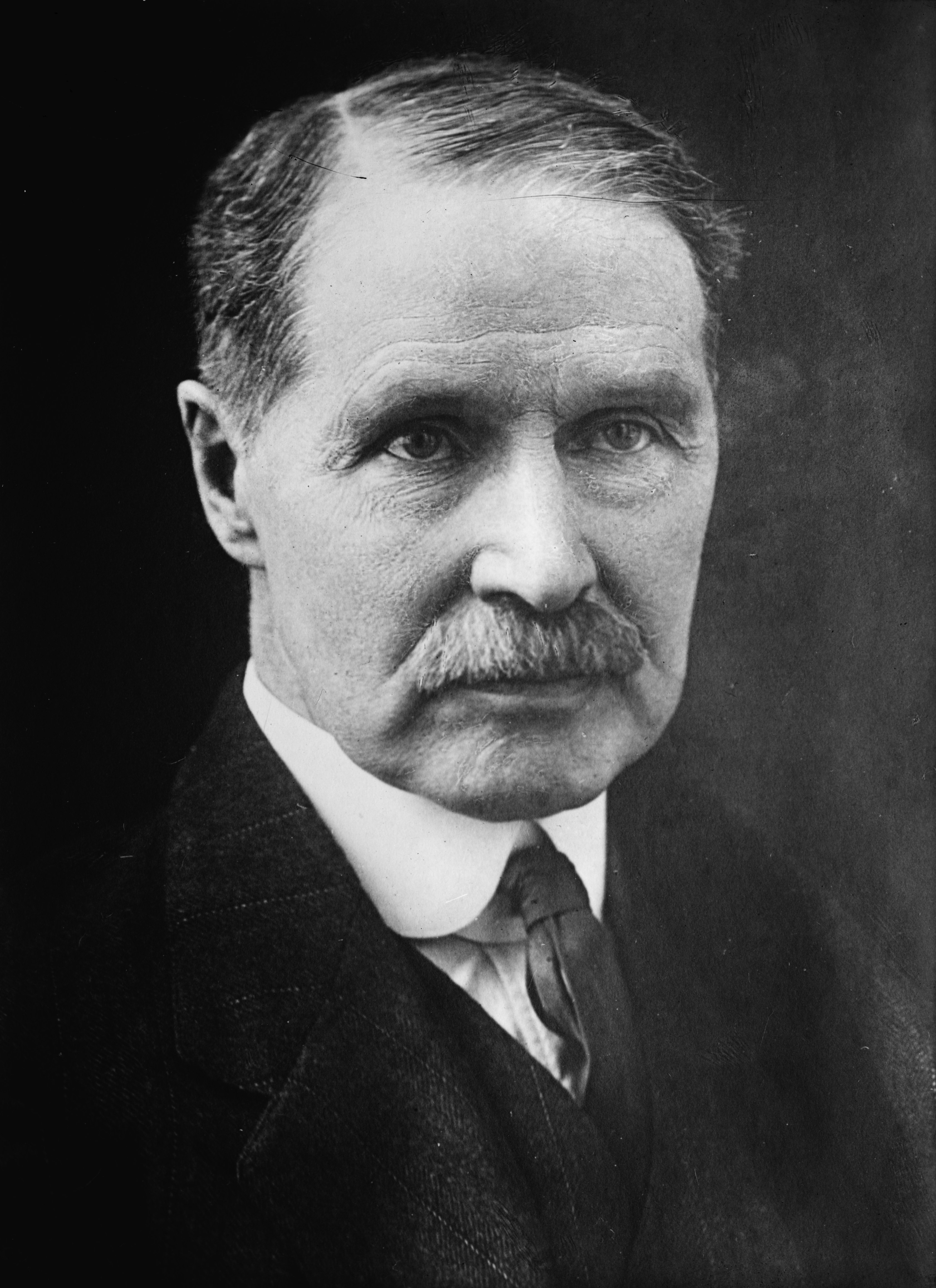
Andrew Bonar Law (1923)

Andrew Bonar Law (* 16. September 1858 in Rexton, New Brunswick; † 30. Oktober 1923 in London, England) war ein britischer Politiker der Konservativen Partei und Premierminister des Vereinigten Königreichs von Oktober 1922 bis Mai 1923.
In der britischen Kolonie New Brunswick geboren, wurde Bonar Law nach dem frühen Tod seiner Mutter mit zwölf Jahren von Verwandten nach Schottland geholt, wo er in mittelständischen Verhältnissen aufwuchs und früh mit Politikern der Konservativen Partei in Kontakt kam. Nach einer Ausbildung im Bankgeschäft seiner Verwandten wurde er 1885 Teilhaber eines Metallverarbeitungsunternehmens und kam zu Wohlstand. 1900 wurde er für die Konservativen ins britische Unterhaus gewählt. Er schloss sich dem von Joseph Chamberlain geführten Parteiflügel an, der für eine Abkehr vom damals herrschenden Freihandelsdogma und eine politische Union unter den Commonwealth-Staaten warb. Nach der verheerenden Niederlage bei den Unterhauswahlen von 1906 und dem Rückzug Chamberlains stieg er schnell zu einem der führenden Exponenten seiner Partei auf. 1911 wurde er zum Führer der Konservativen im Unterhaus gewählt.
In den folgenden Jahren steuerte er seine Partei in immer heftigere politische Auseinandersetzungen um die sozialen Reformvorhaben der regierenden Liberalen. Bei der umstrittenen Frage der Selbstverwaltung Irlands (Home Rule) führte Bonar Laws gemeinsame Agitation mit dem konservativen Demagogen Edward Carson das Vereinigte Königreich bis an den Rand eines Bürgerkriegs, bis der Ausbruch des Ersten Weltkriegs im August 1914 zu einem Stillhalteabkommen in der Parteipolitik führte. 1915 traten Bonar Law und die Konservativen in eine große Koalitionsregierung unter dem liberalen Premierminister H. H. Asquith ein, in der Law Kolonialminister wurde. Nach Differenzen über die Fortführung des Krieges fanden sich Bonar Law, der liberale Kriegsminister David Lloyd George und Carson 1916 zusammen und stürzten Asquith. In der folgenden Koalitionsregierung unter dem neuen Premier Lloyd George avancierte Bonar Law zum zweiten Mann und amtierte bis 1919 als Schatzkanzler sowie als Leader of the House of Commons und Lordsiegelbewahrer, bis ihn 1921 gesundheitliche Gründe zum Rücktritt von der Parteiführung und zum Ausscheiden aus der Regierung zwangen.
Im Oktober 1922 kehrte er jedoch auf die politische Bühne zurück und beteiligte sich an der erfolgreichen Parteirevolte gegen die konservative Parteiführung und die weitere Koalition mit den Liberalen um Lloyd George. Daraufhin wurde er zum Premierminister einer neu gebildeten konservativen (Allein-)Regierung. An Krebs erkrankt, trat er bereits im Mai 1923 zurück und starb nur wenige Monate später.

## Herkunft

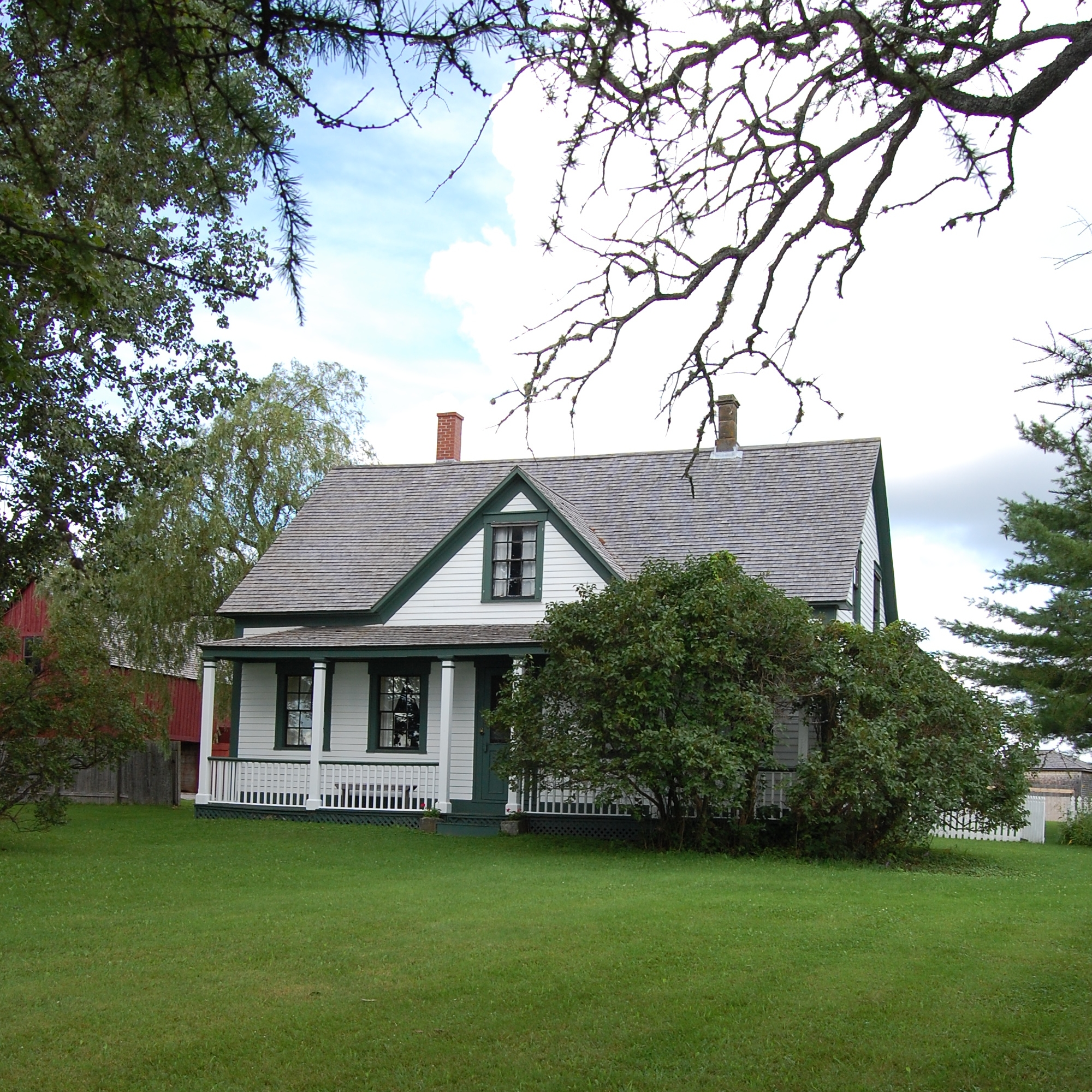
Das Haus in New Brunswick, in dem Bonar Law aufwuchs

Andrew Bonar Law wurde in Rexton (damals noch Kingston genannt) in New Brunswick geboren, welches damals noch kein Teil von Kanada war. Er war der vierte Sohn von Reverend James Law und Elizabeth Annie Kidston Law. Benannt nach Andrew Bonar (einem Vertreter der Free Church of Scotland), wurde er in der Familie immer mit seinem zweiten Vornamen Bonar angesprochen; er selbst unterschrieb zunächst als „A.B. Law“, dann als „A. Bonar Law“. Für seine Zeitgenossen war er immer nur als Bonar Law bekannt. Sein Vater war ein schwermütiger presbyterianischer Geistlicher, der aus der nordirischen Provinz Ulster stammte. Seine Mutter starb, als Bonar Law gerade zwei Jahre alt war. Seine unverheiratete Tante Janet Kidston übersiedelte daraufhin aus dem schottischen Glasgow und übernahm im Haushalt die weibliche Rolle. Als Bonar Law zwölf Jahre alt war, heiratete sein Vater erneut. Janet Kidston entschloss sich daraufhin nach Glasgow zurückzukehren, schlug jedoch vor, dass sie den jungen Bonar Law mit sich nehmen könnte, da die Familie mütterlicherseits finanziell bessergestellt sei. Sowohl James Law als auch sein Sohn stimmten zu und der junge Bonar Law wuchs in der Folge in Schottland bei reichen Cousins aus der im Bankgeschäft tätigen Familie seiner Mutter auf. Sein Vater war 1877 aufgrund schlechter Gesundheit gezwungen, nach Ulster zurückzukehren, wo er regelmäßig von seinem Sohn besucht wurde. Fünf Jahre später starb er. Auf seinen Sohn übten die Besuche in Ulster einen nachhaltigen Eindruck aus; zeitlebens blieb er Ulster emotional eng verbunden und stellte sich später sofort auf die Seite Ulsters, als es um die politische Zukunft Irlands ging.
Nach dem Besuch der Gilbertfield-Vorbereitungsschule besuchte Bonar Law die High School of Glasgow, wo er sich unter anderem durch sein Talent in Sprachen auszeichnete. 1875 verließ er die Schule, da seine Cousins ihm einen Posten in ihrem Büro in Glasgow angeboten hatten. Durch sie kam Law auch früh in Kontakt mit diversen Größen der Konservativen Partei, denn die Kidstons waren, im Gegensatz zur Mehrheit ihres Handelsstandes in Glasgow, begeisterte Anhänger der „Tories“. Sein Interesse an Politik stellte er jedoch in den nächsten Jahren zurück, da unter den damaligen Bedingungen finanzielle Unabhängigkeit eine fast unerlässliche Voraussetzung für eine politische Karriere war – politische Ämter waren in fast allen Bereichen nahezu unbezahlt. Seine Verwandten entschlossen sich 1885, sich aus Altersgründen zurückzuziehen, und fusionierten ihre Firma mit der schottischen Clydesdale Bank. Bonar Law, nun ohne Beschäftigung, wurde mithilfe eines Kredits seiner Cousins daraufhin Teilhaber eines schottischen Metallverarbeitungsunternehmens, welches schnell prosperierte und bald zu einem der profitabelsten Unternehmen im Eisenhandel in Schottland avancierte.

## Ehe und Familie, Persönlichkeit und Lebensart
Im Jahr 1890 lernte Bonar Law Annie Pitcairn Robley kennen, die er im März 1891 heiratete. Seine Frau, Tochter des Glasgower Kaufmanns Harrington Robley, wird als lebensfrohe Person beschrieben, die auf den als nüchtern und hart beschriebenen Charakter ihres Mannes einen mildernden Einfluss hatte und ihn erstmals für soziale Anlässe wie Tanzveranstaltungen und Bälle verpflichten konnte. Bonar Law selbst, ein starker Raucher und ein Abstinenzler in Fragen des Alkoholkonsums, verbrachte ansonsten seine Freizeit vor allem mit Schach und Golf. Von seinen Biografen wird er ausnahmslos als ein nüchterner, frugaler und stark melancholischer Charakter geschildert, der einem vorsichtigen Skeptizismus den Vorzug gab und eine Abneigung gegen gesellschaftliche Anlässe hatte, zu denen er später als Parteiführer widerwillig verpflichtet war. Obwohl der Sohn eines Pfarrers, war er selbst nicht religiös und glaubte in keiner Weise an ein Weiterleben nach dem Tod. Sebastian Haffner charakterisierte ihn in seiner Churchill-Biografie als einen „harten und hölzernen Mann“.
Aus der Ehe gingen sieben Kinder hervor, von denen das erste eine Totgeburt war: James Kidston (1893–1917), Isabel Harrington (1895–1969), Charles John (1897–1917), Harrington (1899–1958), Richard Kidston (1901–1980) und Catherine Edith (1905–1992). Charles wurde als Infanteriesoldat im Ersten Weltkrieg bei der Zweiten Schlacht um Gaza im April 1917 getötet; im September 1917 fiel auch sein besonders geliebter Sohn James an der Westfront. Der jüngste Sohn Richard trat in die Fußstapfen seines Vaters und wurde später konservatives Unterhausmitglied und Minister. Die Tochter Isabel heiratete Frederick Sykes, nachdem sie eine zuvor bestehende Verlobung mit Keith Murdoch (dem Vater Rupert Murdochs) gelöst hatte. Die jüngste Tochter Catherine war zweimal verheiratet, zunächst mit Kent Colwell, danach mit George Archibald.
1909 verstarb seine Frau nach einer Operation an der Gallenblase. Der Verlust war ein persönlicher Schicksalsschlag für Bonar Law, von dem er sich nie ganz erholte. Er blieb für den Rest seines Lebens Witwer. Nach dem Tod seiner Frau entwickelte er ein engeres Verhältnis zu seiner Schwester Mary, die sich nun anstelle seiner Frau um seine Familie kümmerte und für ihn zu einer engen Vertrauten wurde. Zudem begann er eine enge Freundschaft mit Max Aitken (später geadelt als Lord Beaverbrook), mit dem er seine Herkunft und viele andere biografische Ähnlichkeiten teilte. Zunehmend vertraute er einem kleinen Kreis enger Freunde und Verwandter; vor allem mit Aitken und später auch mit J. C. C. Davidson pflegte er engen Kontakt, so sehr, dass die beiden von einem Parteifreund als Bonar Laws unvermeidliche Begleiter beschrieben wurden.

## Im Unterhaus

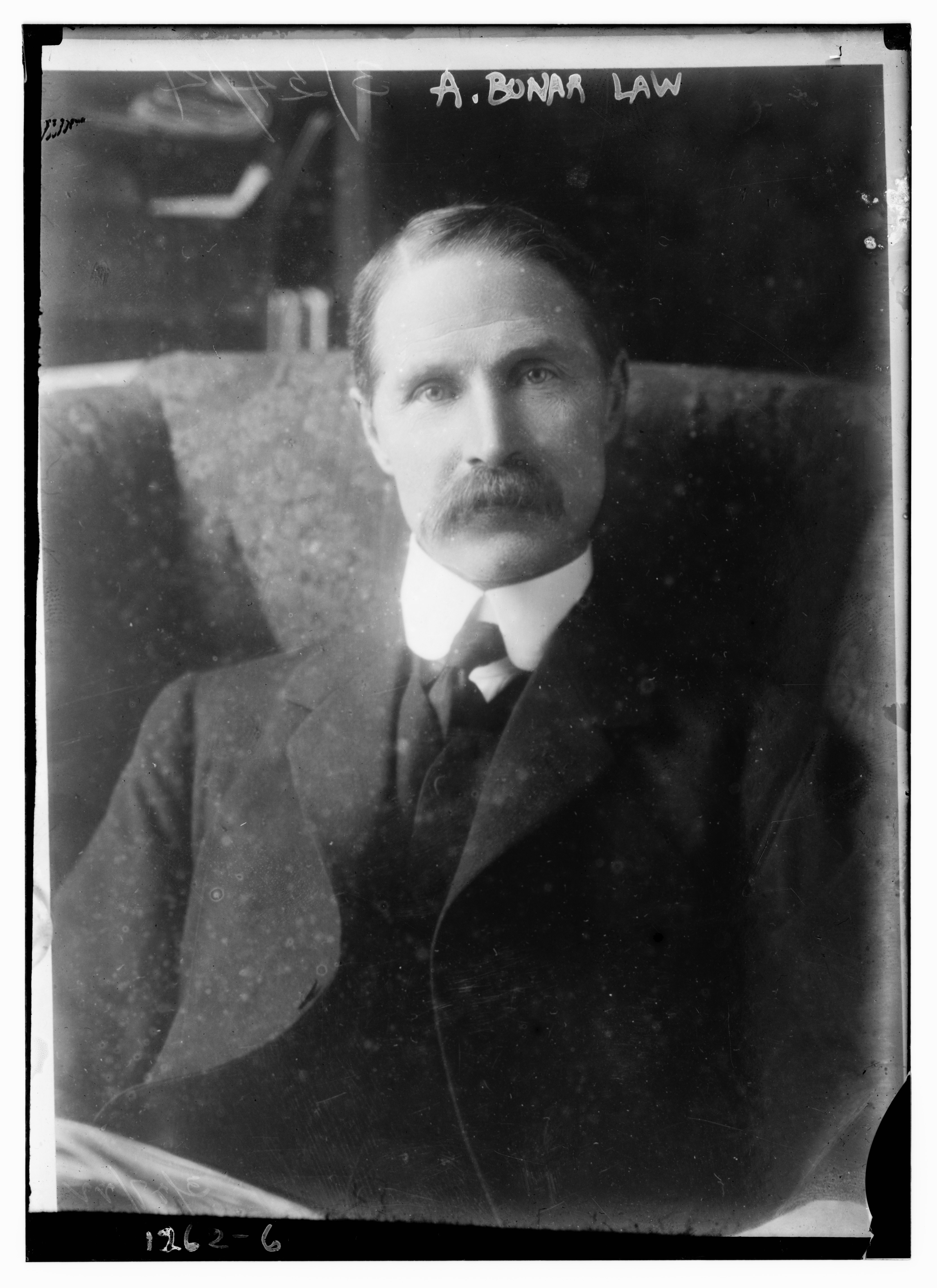
Bonar Law (1900)

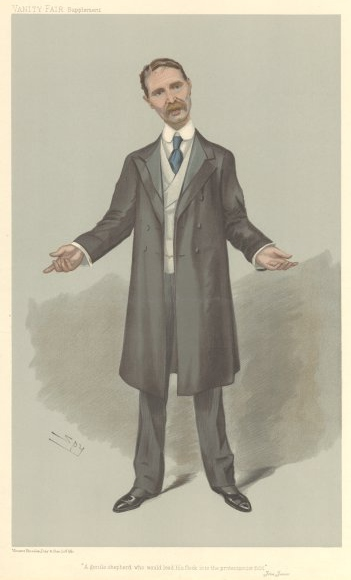
Karikatur Bonar Laws von Leslie Ward in Vanity Fair (1905)

1897 erhielt Bonar Law die Anfrage, ob er ein Kandidat der Konservativen Partei für das britische Unterhaus werden wolle. 1898 wurde er offiziell als Kandidat für einen der sieben Wahlkreise von Glasgow (Blackfriars und Hutchestown) vorgestellt, der als von der Arbeiterklasse dominiert galt und seit 1884/1885 in liberaler Hand war. Bei den vorzeitig ausgerufenen Unterhauswahlen im Jahr 1900 setzte sich Bonar Law gegen den bisherigen Amtsinhaber Andrew Provand durch und vertrat daraufhin den Wahlkreis als Abgeordneter im Parlament. Seine erste Rede im Parlament hielt er im Februar 1901. Während die meisten Tories der damaligen Zeit eher einen klassischen Werdegang und somit die Eliteschulen und renommierten Universitäten durchlaufen hatten, war Bonar Law mit seiner rein wirtschaftlichen Ausbildung beinahe sofort prädestiniert für ein Amt mit ökonomischem Hintergrund; von 1902 bis 1905 wurde er parlamentarischer Staatssekretär im Handelsministerium.
Bonar Law schloss sich schnell dem protektionistischen Flügel der Partei an, der von Joseph Chamberlain angeführt wurde und den er offen bewunderte. Chamberlain propagierte eine Abkehr vom Freihandelsdogma und die Errichtung von Zollhandelsschranken, von denen die Dominions (unter dem Schlagwort „Imperiale Präferenz“) ausgenommen sein sollten. Dahinter stand seine Vision einer weitergehenden Union zwischen Großbritannien und seinen Dominions (Kanada, Südafrika, Australien und Neuseeland), die er mit einer Zollunion begründen wollte; diese würde in seinen Augen irreversibel sein und schrittweise über eine ökonomische und militärische auch zu einer politischen Union führen. Eine solche Union würde zudem auf lange Sicht allen Klassen immense Vorteile bieten, dazu wäre Großbritanniens machtpolitischer Status auch in der Zukunft abgesichert. Bonar Law war sofort offen für die Idee von Zollschranken und wurde zu einem starken Befürworter von Chamberlains Ideen. Als Chamberlain sich 1906 aufgrund eines schweren Schlaganfalls aus der Politik zurückzog, führte Law zusammen mit Chamberlains Sohn Austen diesen Parteiflügel an. Während Chamberlains Ideen innerhalb der Konservativen Partei binnen weniger Jahre zur maßgeblichen Strömung avancierten und von den meisten konservativen Unterhausmitgliedern befürwortet wurden, war das Thema bei Wahlen niemals mehrheitsfähig. Bei einem großen Teil der Arbeiterklasse waren Zölle sehr unbeliebt, da sie die Zufuhr günstiger Lebensmittel eingeschränkt hätten. Ebenso fühlten sich die Rentner der Mittelschicht von der Idee bedroht, da sie eine Verminderung der Kaufkraft ihrer fixen Renten befürchteten. Außerdem einte Chamberlains Kampagne die zuvor zerstrittene Liberale Partei, traditionell ein starker Befürworter des Freihandels. Bei den Wahlen von 1906 – der letzten Unterhauswahl, die sich noch über mehrere Wochen erstreckte –, errangen die Liberalen einen erdrutschartigen Sieg. Bonar Law selbst unterlag in seinem Glasgower Wahlkreis dem Labour-Kandidaten und späteren Parteivorsitzenden George Nicoll Barnes, der später ein Ministerkollege von Law werden sollte. Als wichtiger Parteigänger fand Law aber schnell einen anderen – für die Konservativen sicheren – Wahlkreis in Dulwich im Süden Londons, wo er im Mai durch eine Nachwahl bestätigt wurde und erneut ins Unterhaus einzog.
In den folgenden Jahren entwickelten sich heftige politische Auseinandersetzungen zwischen Liberalen und Konservativen. Die Liberalen versuchten eine sozialliberale Reformgesetzgebung in Gang zu bringen, trafen dabei jedoch auf den energischen Widerstand der Konservativen. Der Führungszirkel der Konservativen, von der verheerenden Niederlage (dem größten Linksruck in der britischen Wahlgeschichte) bei der Unterhauswahl geschockt, sah die eigene Partei in einer existenziellen Krise und griff zunehmend zu radikalen Gegenmaßnahmen. Neben einer immer radikaleren Rhetorik benutzten die Konservativen ihre große Mehrheit im Oberhaus (House of Lords), um die im Unterhaus verabschiedeten Gesetzesentwürfe der Liberalen zu blockieren. Dadurch kam es zu einer Verfassungskrise, die im Januar 1910 und erneut im Herbst des gleichen Jahres zu Neuwahlen führte.
Vor diesem Hintergrund folgte Law im Herbst 1910 dem Ruf der Partei, gab seinen sicheren Sitz in Dulwich auf und trat im umkämpften Wahlkreis von Nordwest-Manchester an, um als Spitzenkandidat die Position der Tories in Lancashire zu stärken. Er forderte den liberalen Winston Churchill heraus, der zuvor bis 1908 diesen Wahlkreis vertreten hatte, gegen ihn in einem Kampf um den Parlamentssitz anzutreten – der Verlierer sollte sich in einem Gentleman’s Agreement bereitfinden, sich während der ganzen folgenden Parlamentssession aus der Politik zurückzuziehen. Churchill lehnte dies jedoch ab. Auch wenn die Tories in Lancashire Boden gutmachen konnten, verlor Law in Nordwest-Manchester gegen den liberalen Amtsinhaber George Kemp. Sechs Wochen später kandidierte Law jedoch erfolgreich bei einer Nachwahl im Wahlkreis Bootle und zog erneut ins Unterhaus ein.
Auch wenn die Konservativen im Vergleich zu 1906 deutlich an Boden gewonnen hatten, blieben sie im Unterhaus weiter in der Minderheit. Die liberale Regierung unter Premierminister H. H. Asquith konnte nach den zwei gewonnenen Neuwahlen König Georg V. überreden, notfalls durch einen Peers-Schub die Mehrheitsverhältnisse im Oberhaus zugunsten der Liberalen zu ändern und so das konservative Veto zu brechen. Nun vor die Aussicht gestellt, dass das Oberhaus durch massenhafte Nobilitierungen eine liberale Mehrheit erhalten würde, stimmte eine von Lord Curzon angeführte Gruppe konservativer Peers am 10. August 1911 mit der liberalen Minderheit, sodass der Parliament Act 1911 das Oberhaus passieren konnte. Hierdurch konnte das Oberhaus Gesetze nur noch maximal zwei Jahre verzögern, nicht aber gänzlich zurückweisen.

## Wahl zum Parteiführer
Nach drei verlorenen Unterhauswahlen wurde in der Partei starke Kritik an ihrem Führer Arthur Balfour laut, der auch die Verabschiedung des Parliament Act nicht hatte verhindern können. Balfour galt vor allem dem rechten Flügel als zu moderat und wenig konfliktbereit. Eine Gruppe um Lord Halsbury formierte sich mit dem Ziel, Balfour zu stürzen und fand für ihre Forderungen schnell auch Unterstützung in der konservativen Presse. Unter dem Slogan B.M.G. – Balfour must go (deutsch: Balfour muss gehen) agitierten prominente Tories wie Halsbury, F. E. Smith, Edward Carson und Lord Robert Cecil gegen Balfours Führung. Um einen möglichen Bruch der Partei zu verhindern, gab Balfour am 8. November 1911 seinen Rücktritt bekannt. Bei der eilig terminierten Nachfolgewahl standen sich mit Austen Chamberlain und Walter Long zwei aussichtsreiche Kandidaten in einer Pattsituation gegenüber. Obwohl als chancenloser Außenseiter angesehen, gab Bonar Law in dieser Situation ebenfalls seine Kandidatur bekannt. Hauptzweck seiner Kandidatur war, seine höheren Ambitionen kundzutun. Sowohl Long als auch Chamberlain waren jedoch entschlossen, den jeweils anderen als Sieger der Wahl zu verhindern, weshalb es zu einer Übereinkunft kam. Beide verständigten sich darauf, ihre Kandidatur zurückzuziehen und sich auf Bonar Law als Kompromisskandidaten festzulegen, um eine offene Kampfkandidatur zwischen den Flügeln und mögliche bleibende Zerwürfnisse zu verhindern. Infolgedessen wurde Bonar Law am 13. November 1911 beim Treffen im Londoner Carlton Club einstimmig von den anwesenden 232 konservativen Unterhausmitgliedern zum neuen Parteiführer gewählt.

## Parteiführer der konservativen Partei
Bonar Laws Aufstieg an die Spitze der Tories kam zu einem Zeitpunkt, als das britische Parteiensystem in einer Krise schien und der normale parlamentarische Prozess zunehmend kritisch hinterfragt wurde. Diverse große Problemfelder schienen das Parteiensystem vor unlösbare Aufgaben zu stellen: Militante Gewerkschaften, die eine Serie von großen Streiks initiierten, radikale Suffragetten, die auf zum Teil militanten Wegen ein Frauenwahlrecht erzwingen wollten, die schwebende Frage um die irische Selbstverwaltung, dazu zunehmende internationale Krisen und das andauernde Flottenwettrüsten mit dem aufstrebenden Deutschen Reich. All dies sorgte für den Ruf nach ungewöhnlichen Lösungen. So hatte es teils die Idee einer großen Koalition gegeben; im März 1910 hatte Lloyd George diese auch im Rahmen überparteilicher Gespräche nach dem Tod von König Eduard VII. vorgeschlagen, war jedoch schließlich von Balfour zurückgewiesen worden. Gleichzeitig gab es, propagiert von rechten Pressure Groups und Publikationen, den Ruf nach einem Cäsarismus, der sich auf die Person Alfred Milners projizierte und dem zugetraut wurde, als eine Art charismatischer Herrscher mit Sondervollmachten die Probleme lösen zu können. Nach drei verlorenen Wahlen in Folge war die Unruhe besonders in der Konservativen Partei groß und führte zu einer teilweisen Radikalisierung des rechten Parteiflügels, der zunehmend nach radikaleren Maßnahmen strebte und auch außerparlamentarische Proteste und Aktionen befürwortete, um die Gesetzgebungsmaßnahmen der Liberalen zu bekämpfen. Die beiden Parteiführer Bonar Law und Lord Lansdowne konnten sich dadurch ihrer Position nicht sicher sein. Obwohl nun Führer der Konservativen im Unterhaus, musste Bonar Law sich die Parteiführung mit Lord Lansdowne (dem Führer der Konservativen im Oberhaus) teilen. So war auch die personelle Auswahl des Schattenkabinetts eine Angelegenheit beider Führer: Lansdowne nominierte die Peers im Schattenkabinett, Bonar Law wählte die Commoners aus. Dabei beförderte er vor allem prominente junge Parteimitglieder wie F.E. Smith und Lord Robert Cecil.
Bei den einfachen Parteimitgliedern wurde er bald populär, da er – im Gegensatz zu Balfour, der oft eher zu vergeistigten Ausführungen neigte – im Unterhaus einen harschen, kämpferischen Ton anschlug und die liberale Regierung hart anging. Inwieweit dies wirklich Bonar Law entsprach, ist unklar. Sein Biograf Robert Blake charakterisiert ihn einerseits als einen Kämpfer; auf der anderen Seite sieht er es als naheliegend an, dass Bonar Laws neuer harter Ton zum Teil auch angenommen war. So beschrieb Asquith eine Episode zu Beginn der Parlamentseröffnung im Februar 1912, als beide von der Thronrede des Königs ins Unterhaus zurückkehrten und Bonar Law sich entschuldigend äußerte: „Es tut mir leid, aber ich muss mich in dieser Session sehr brutal zeigen, Mr. Asquith. Ich hoffe, sie verstehen dies.“
Bereits ab Januar 1912 kam es zu einer ersten großen Konfrontation, als die Liberalen die Entstaatlichung der walisischen Kirche – ein wichtiges liberales Reformprojekt – im Unterhaus ankündigten. Sie folgten damit der Forderung von Dissentern und Nonkonformisten der walisischen Anglikanischen Kirche ihren Status als Staatskirche zu entziehen, da in Wales lediglich ein geringer Teil der Bevölkerung der Anglikanischen Kirche angehörte. Ein solcher Schritt war auch schon 1869 in Irland erfolgt, was eine ähnliche Lösung für Wales als logisch erscheinen ließ. Bonar Law und die Konservativen sahen in dem konkreten Liberalen Gesetzentwurf (der das vom Staat ausgestattete Eigentum der Staatskirche umwandeln sollte) für Wales allerdings einen Angriff auf das Privateigentum. Bonar Law klagte die Liberalen deshalb „destruktiver Gewalt“ an und verurteilte ihren Angriff auf die Besitztümer der Staatskirche scharf. Dank ihrer Mehrheit im Oberhaus blockierten die Konservativen das Gesetz zunächst für die üblichen zwei Jahre.

## Der Streit um die irische Selbstverwaltung und um Ulster
Der Streit um die Frage der irischen Home Rule, das eine Selbstverwaltung Irlands vorsah, war für Bonar Law eine Herzensangelegenheit; er war ein erbitterter Gegner dieser umstrittenen Vorlage. Austen Chamberlain vertraute er einige Jahre nach dem Ende des Ersten Weltkriegs an, vor dem Krieg habe es nur zwei politische Sachfragen gegeben, die ihn wirklich interessierten, die Zollfrage und die irische Selbstverwaltung. Für seinen Biografen Robert Blake ist das Thema Home Rule die absolut wichtigste politische Sachfrage in Bonar Laws Leben, ohne die seine Karriere nicht verstanden werden und auch sein Platz in der Geschichte nicht final bewertet könne. In den Augen Blakes wurde die Auseinandersetzung um die irische Selbstverwaltung aber auch für das parlamentarische Leben in Großbritannien insgesamt zu einer beherrschenden Obsession, wie sie vorher oder nachher niemals übertroffen wurde.

### Hintergrund: Home Rule im 19. Jahrhundert
Bei der Unterhauswahl vom November 1885 waren die irischen Nationalisten um den protestantischen Grundbesitzer Charles Stewart Parnell mit 86 Sitzen ins Unterhaus eingezogen und hielten dort mit ihrem Block an Abgeordneten die Balance inne. Sie forderten eine irische Selbstverwaltung.
Der liberale Premierminister William Ewart Gladstone war durch den Wahlerfolg der irischen Nationalisten überzeugt, dass Irland nunmehr eine Selbstverwaltung zustehe. Am 8. April 1886 stellte er im Unterhaus seine Gesetzesvorlage des Home Rule Bill vor, welches in ihrer Konzeption Irland eine weitgehende Selbständigkeit innerhalb des Vereinigten Königreiches zubilligte.
Eine Gruppe Liberaler, die in Gladstones Initiative eine Gefahr sahen, wandten sich von den Liberalen ab und bildeten als Liberale Unionisten eine eigenständige Fraktion im Unterhaus. In Verbund mit der konservativen Partei brachten sie Gladstones Gesetzesvorlage zu Fall. Somit führte Gladstones Initiative zur Spaltung der Liberalen Partei und einem Ende der liberalen Dominanz. Das radikale Gebaren irischer Extremisten alarmierte Teile der britischen Mittelschicht. Ein weiterer Anlauf Gladstones im Jahr 1893 scheiterte am Veto des Oberhauses (House of Lords) und brachte das Thema vorläufig zu einem Ende.
Nach den beiden Unterhauswahlen von 1910 waren die Liberalen aufgrund ihrer reduzierten Mehrheit auf die Unterstützung der irischen Nationalisten der Irish Parliamentary Party um ihren neuen Führer John Redmond angewiesen und das Thema kam erneut auf die Tagesordnung. Asquith war auch bereit, einen neuen Anlauf zu unternehmen. Im Februar 1912 kündigte der König in seiner Thronrede die Absicht der liberalen Regierung an, ein neues Home-Rule-Gesetz einzubringen.
Gegen dieses Anliegen wehrten sich jedoch die anglo-irischen Lords. Diese verfügten in Irland über umfangreichen Landbesitz und über großen Einfluss besonders in der konservativen Partei; sie waren überzeugt davon, dass die Home Rule letztlich zu ihrer Enteignung führen würde. Außerdem opponierte auch die schottisch-protestantische Bevölkerung, die seit Jahrhunderten die Mehrheit in der nordirischen Provinz Ulster stellte und für sich im Fall einer Selbstverwaltung Irlands eine eigenständige Lösung, also eine Abtrennung Ulsters vom Rest Irlands, geltend machte. Dies wollten jedoch die irischen Befürworter einer irischen Selbstverwaltung nicht akzeptieren, da sie unbedingt die Einheit Irlands beabsichtigten. Auch die Befürworter innerhalb der Liberalen Partei lehnten eine Teilung Irlands ab, da ohne den Wohlstand aus dem industriell geprägten Belfast und Umgebung der Rest Irlands ökonomisch zum Scheitern verurteilt schien.

### Drittes Home-Rule-Gesetz 1912

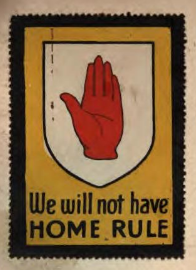
Sticker von Ulster-Loyalisten, die damit gegen die irische Selbstverwaltung protestieren wollten.

Bonar Law identifizierte sich stark mit Ulster und fand sich im Slogan Home Rule is Rome Rule! (deutsch: Home Rule bedeutet päpstliche Herrschaft) wieder, der in der protestantischen Bevölkerung Englands großen Anklang fand und die Abneigung gegen das Fußfassen der katholischen Kirche widerspiegelte. Dabei war er insgeheim bereit, sich auf einen Kompromiss einzulassen, falls Asquith ein Angebot über eine Sonderlösung für Ulster machen sollte. Hier wich er von den Extremisten in seiner Partei ab, die Home Rule auch für den südlichen Teil Irlands nicht akzeptieren wollten. Die Extremen wurden durch zwei radikale rechte Pressure Groups, die Union Defense League und die British League for the Support of Ulster and the Union, repräsentiert, die zunehmend an Einfluss gewannen. Während erstere von Walter Long 1907 gegründet worden war, war letztere durch Lord Willoughby de Broke (einem extrem rechtsgerichteten Peer) ins Leben gerufen worden. 1910 war Edward Carson zum Führer der Union Defense League aufgestiegen. Carson, aus Dublin stammend und ein begnadeter Demagoge, begann bald, seine Gefolgsleute auf einen Konflikt mit der liberalen Regierung einzustellen. Für den Fall des Inkrafttretens des Home-Rule-Gesetzes wollte er eine provisorische Regierung in Ulster ausrufen und nötigenfalls der neuen Dubliner Lokalregierung bewaffneten Widerstand leisten. Am 9. April 1912 (Ostersonntag), unmittelbar bevor Asquith das Gesetz einbringen wollte, nahm Bonar Law in Belfast an einer großen Kundgebung teil, wo er sich eine Plattform mit Carson teilte. 100.000 irische Unionisten marschierten in militärischer Formation auf.
Asquith, der die schweren möglichen Folgen zu diesem Zeitpunkt noch nicht überblickte, brachte das dritte Gesetz zur Selbstverwaltung Irlands zwei Tage später im Unterhaus ein. Bonar Law als Oppositionsführer antwortete einige Tage äußerst feindselig und nahm Bezug auf die Kundgebung in Belfast, die er als „Ausdruck der Volksseele“ bezeichnete. Im Juli 1912 reiste Asquith nach Irland, wo er ein Referendum über Home Rule rundweg ablehnte sowie den Widerstand der Konservativen als destruktiv und chaotisch in ihren Methoden bezeichnete. Die irischen Nationalisten um John Redmond wiesen Carsons Aktionen als einen reinen Bluff zurück und drängten weiterhin auf Home Rule für alle Provinzen Irlands.

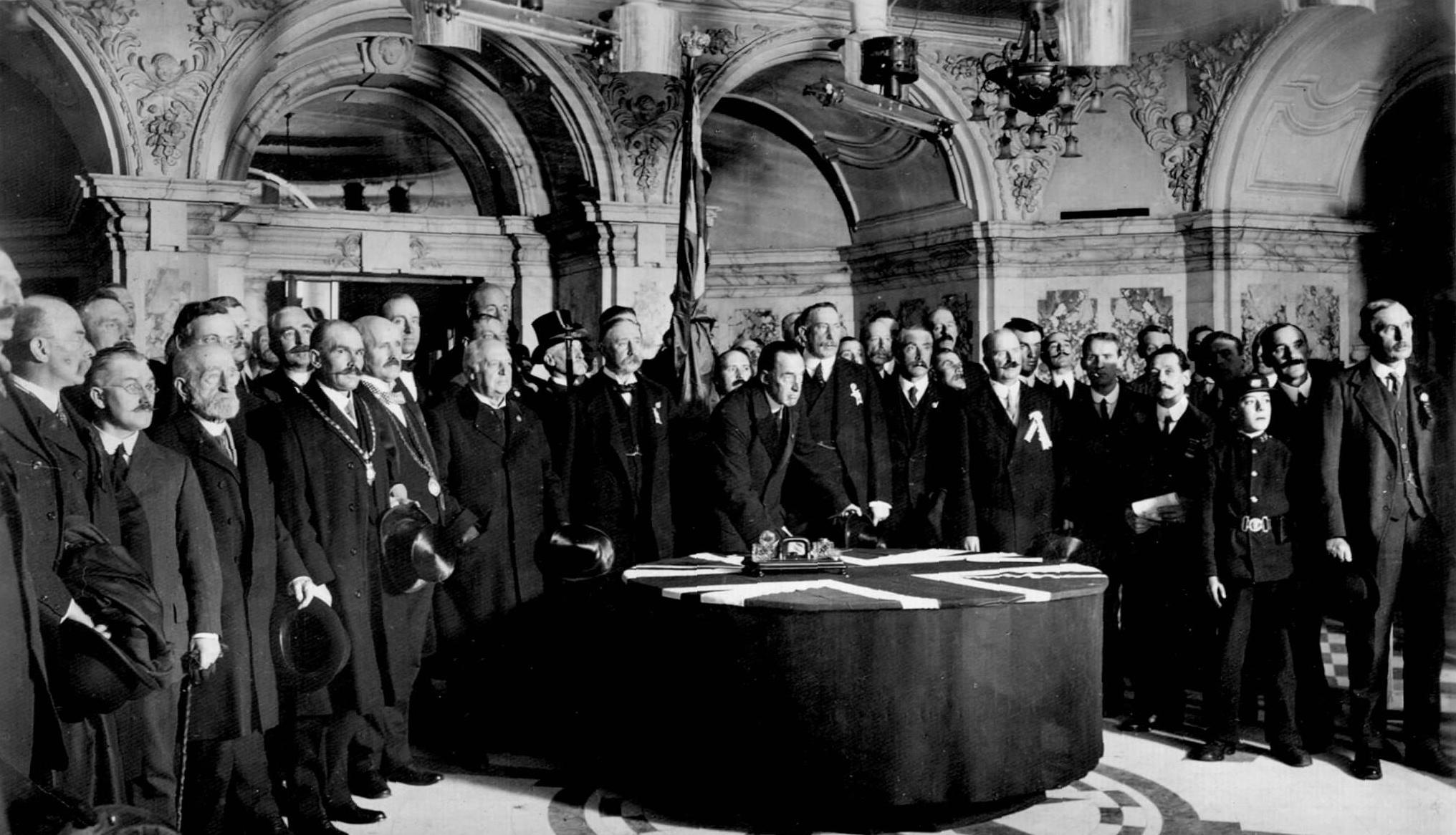
Edward Carson (Mitte, gebeugt) signiert die Ulster-Erklärung, die gegen Home Rule protestiert (28. September 1912)

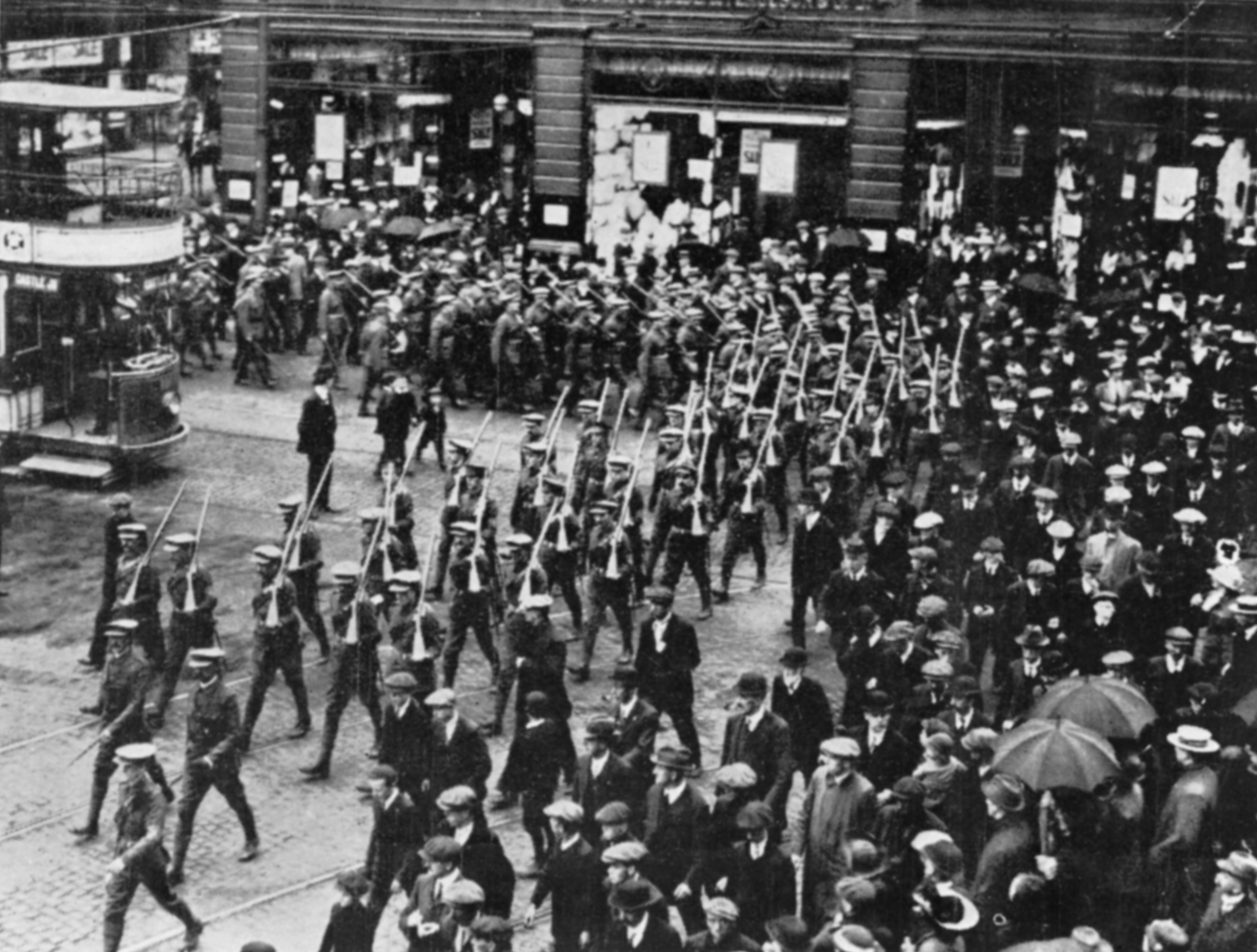
Marsch der Ulster Volunteer Force durch Belfast (1914).

Am 29. Juli nahm Bonar Law vor Blenheim Palace an einer Kundgebung teil. In Anwesenheit von 120 Parlamentariern aus den Reihen der Unionisten und etwa 40 Peers wählte er extreme Worte: Er klagte die Regierung an, despotische Züge anzunehmen und sich auf einen korrupten Handel eingelassen zu haben; im Fall von Home Rule hätte Ulster das Recht auf bewaffneten Widerstand und die Unterstützung der konservativen Partei. Sein Biograf Robert Blake sieht hier eine radikale Haltung, die seit den Debatten im Langen Parlament zu Zeiten des Englischen Bürgerkrieges nicht mehr offen geäußert worden war und sich besonders für den Anführer der Partei, die traditionell für Recht und Ordnung einsteht, seltsam ausnimmt.
Carson brachte im September 1912 die Ulster-Erklärung auf den Weg, die von über 500.000 Menschen unterzeichnet wurde und gegen das Gesetz protestierte. Parallel dazu wurde von Anhängern Carsons bereits im Geheimen an einer Verfassung für eine provisorische Regierung Ulsters gearbeitet. Im November 1912 stachelte Bonar Law auch den König bei einem Bankett an, dass er entweder die königlichen Prärogativen nutzen müsse, um eine Neuwahl zu erzwingen und so Home Rule zu verhindern, oder die Hälfte der Bevölkerung gegen sich aufbringen würde. Andererseits deutete er Kompromissbereitschaft an, falls Asquith dazu bereit wäre. Dabei sehen ihn sowohl Robert Blake als auch Daniel Ziblatt im Verlauf der sich immer weiter zuspitzenden Krise zunehmend in seiner radikalen Rhetorik gefangen, da andere Führungsfiguren in der konservativen Partei (wie Lord Lansdowne, Walter Long, Lord Curzon und die Cecils) zu keinen Zugeständnissen bereit waren und Ulster nur als Vorwand benutzen wollten, um Home Rule als Ganzes zu verhindern. Carsons wachsende Bereitschaft, auch unverhohlen mit Gewalt zu drohen, machte es Bonar Law immer schwieriger, Kompromisse zu finden; zudem musste er zunehmend intern um seine Führungsposition fürchten. Dazu gründeten sich in Ulster Logen und „Clubs“ mit paramilitärischem Charakter, die sich auf bewaffneten Widerstand vorbereiteten und 1913 dann in der Gründung der Ulster Volunteer Force gipfelten. Ziblatt sieht auch eine Gefahr für die parlamentarische Grundordnung, die sich hier zu entwickeln begann.
Das Home-Rule-Gesetz wurde vom Oberhaus erwartungsgemäß zurückgewiesen, was die Krise in einem andauernden Schwebezustand hielt, der sich zu einem Nervenkrieg auswuchs. Vermittelnde Versuche des Königs scheiterten an der Unvereinbarkeit beider Seiten: Während auch die moderaten Unionisten zumindest Ulster in jeglicher Form vom Gesetz ausschließen wollten, war Asquith nicht bereit, mehr anzubieten als das, was auch Redmond zusagte und lediglich eine zeitlich begrenzte Exklusion Ulsters gewesen wäre.
Nachdem das Gesetz zwei Mal vom Oberhaus zurückgewiesen worden war, konnte es (infolge des Parliament Act von 1911) Mitte 1914 jedoch auch ohne die Zustimmung der Lords passieren. Am 14. März 1914 hielt Churchill eine drastische Rede, die in Ulster bereits als Kriegserklärung gewertet wurde. Darin klagte er Bonar Law als eine „öffentliche Gefahr“ an, der die Regierung terrorisieren wolle. Um dem Gesetz in Ulster Geltung zu verschaffen, schien die Unterstützung der Armee zunehmend unerlässlich. Bonar Law war nun bereit, einen Eckpfeiler der britischen Verfassung auszuhebeln: Seit 1688 war alljährlich der Army Annual Act erneuert worden, der formell für das nächste Jahr die Existenz der Armee legalisierte. Bonar Law wollte das Gesetz nun mit einem Zusatzartikel so abändern, dass ein Einsatz der Armee in Ulster nicht mehr möglich wäre; erst durch den Curragh-Vorfall wich er von diesem Vorhaben ab.
Die Unterstützung der Armee, die stark von Ulsterianern durchsetzt war, erschien zunehmend unsicher und musste nach dem Curragh-Vorfall völlig in Frage gestellt werden: Der Kriegsminister J. E. B. Seely wies ebenfalls am 14. März 1914 den Kommandeur des Stützpunkts Curragh, Sir Arthur Paget, an, Truppen vom Armeelager Curragh nach Ulster zu versetzen, um die Provinz bereits unter militärische Kontrolle zu bringen, falls es dort zu Unruhen von Loyalisten gegen die Selbstverwaltung kommen sollte. Daraufhin stellte Paget auf eigene Verantwortung seinen Offizieren frei zurückzutreten; 57 von 70 Offizieren gingen auf dieses Angebot ein, um einer möglichen Konfrontation mit den Ulster-Loyalisten zu entgehen. Nach Bekanntwerden des Vorfalls klagten die Konservativen im Unterhaus Seely und Churchill an, mit der Order eine militärische Eskalation beabsichtigt zu haben. Seely musste daraufhin zurücktreten und Asquith die Geschäfte des Kriegsministers persönlich übernehmen.
Während Asquith im Juni 1914 die Möglichkeiten auslotete, einen Kompromiss herbeizuführen, begann durch das Attentat von Sarajevo mit der Julikrise eine internationale europäische Krise, die Ulster zunehmend in den Hintergrund drängte. Die Inkraftsetzung von Home Rule und mögliche folgende Implikationen wurden letztlich durch den Beginn des Ersten Weltkrieges im Sommer 1914 verhindert. Robert Blake sieht es durch Bonar Laws Haltung und seiner ganzen Korrespondenz mit Carson als wahrscheinlich an, dass ohne diesen Fall (und ein Einlenken Asquiths) es in Ulster zu der von Carson angedrohten Eskalation gekommen wäre.

## Erster Weltkrieg
Mit dem Ausbruch des Ersten Weltkriegs einigte sich Bonar Law mit Asquith, dem Parteiführer der regierenden Liberalen, auf eine nichtkonfrontative Politik für die Dauer des Krieges. Infolge der Munitionskrise des Frühjahrs 1915 (shell crisis) und dem durch die sogenannte Dardanellenstrategie (mit dem Ziel, das Osmanische Reich vorzeitig aus dem Krieg zu drängen) verursachten Rücktritt des Ersten Seelords John Fisher kam dieses Stillhalteabkommen allerdings an seine Grenzen. Bonar Law warnte Asquith, dass er bei weiteren Krisen seine Zurückhaltung aufgeben würde. Fishers Rücktritt infolge von Unstimmigkeiten mit Churchill bewirkte in der Folge eine schwere Kabinettskrise und Asquith willigte im Mai 1915 in die Bildung einer Koalitionsregierung ein. Während Law von einigen einfachen Parteimitgliedern (erfolglos) bestürmt wurde mit Bitten um ein Amt, verzichteten er und andere namhafte Parteigänger darauf, mit Asquith um wichtige Posten zu kämpfen, und gaben sich im Interesse der Sache mit weniger wichtigen Kabinettsposten zufrieden. Von den vier wichtigsten Ämtern erhielten sie lediglich die Admiralität. Dazu wurde die Munitionsversorgung aus dem Ressort von Kriegsminister Herbert Kitchener abgetrennt; Asquith stellte sicher, dass Bonar Law der Zugriff auf das neugeschaffene Ministerium verwehrt wurde und stattdessen Lloyd George nun Munitionsminister wurde. Bonar Law selbst erhielt den untergeordneten Posten des Kolonialministers (Secretary of State for the Colonies) im Colonial Office, ferner wurde er Mitglied des Dardanellen-Komitees, welches den maßgeblichen Kriegsrat darstellte. Umgekehrt forderten Law und die Konservativen das Ausscheiden von Churchill und Asquiths Freund Richard Haldane aus dem Kabinett.
Nach dem Osteraufstand in Dublin Ende April 1916 kam Asquith zum Schluss, dass das dortige bestehende Regierungssystem zusammengebrochen war. Er gab die Aufgabe an Lloyd George weiter, mit den beiden Antipoden Carson und Redmond eine Form von Home Rule auszuhandeln. Das informelle Übereinkommen sah für die Dauer des Krieges eine provisorische Form von Home Rule für den Süden Irlands mit Ausnahme von Ulster vor. Allerdings wurde das Übereinkommen von den Unionisten scharf kritisiert, vor allem Lansdowne und Walter Long zeigten sich unnachgiebig. Bonar Law und die große Mehrheit der Konservativen lehnte zudem aus konstitutionellen Gründen für den Fall des Inkrafttretens einen weiteren Verbleib der irischen Nationalisten im Unterhaus ab. Im Fall von Home Rule sahen sie es als inakzeptabel an, dass die irischen Nationalisten weiterhin im Unterhaus das Zünglein an der Waage spielen durften. Redmond dagegen zeigte sich ebenso unnachgiebig, da er Ulster nur provisorisch, nicht aber permanent aufgeben wollte. Aufgrund dieser Pattsituation musste im Juli 1916 das alte System wiederum erneuert werden.
Asquith geriet im Verlauf des Krieges zunehmend in die Kritik; seine charakteristische abwartende Haltung sorgte für großen Ärger bei Politikern wie Lloyd George, die für einen radikaleren Ansatz in der Handhabung des Krieges waren. Seine politischen Gegner warfen Asquith Entscheidungsschwäche und Indifferenz vor. Lloyd George hatte Asquith bei anderen Regierungsmitgliedern zum ersten Mal Mitte 1915 kritisiert, da dieser Initiative vermissen lasse. Grundsätzliche Mängel in der Handhabung des Krieges wurden nicht behoben; so machten andauernde langwierige Diskussionen und zahlreiche interne Intrigen einen schnellen Entscheidungsprozess im Kabinett nahezu unmöglich. Der personell aufgeblähte Kriegsrat verlor durch die Koalitionsbildung seine entscheidende Machtbefugnis. In der Praxis wurden alle dort getroffenen Entscheidungen erneut im Kabinett diskutiert. Zwischen Konservativen und Liberalen herrschte auch nach der Koalitionsbildung ein großes Misstrauen, was ein Resultat aus den heftigen politischen Auseinandersetzungen der Jahre vor dem Beginn des Krieges war. David Lloyd George erwarb sich – im Kontrast zu Asquith – zuerst als Munitions- und dann als Kriegsminister eine Reputation als äußerst energischer und tatkräftiger Akteur. Nachdem im Juni 1916 Kriegsminister Kitchener bei einem Schiffsuntergang umkam, verständigten sich Bonar Law und Lloyd George darauf, dass letzterer den Posten übernehmen solle. Bonar Law suchte in Begleitung seines Freundes Max Aitken deshalb Asquith in dessen Haus in Sutton Courtenay auf, wo dieser laut den Erinnerungen von Lord Beaverbrook eine Partie Bridge spielte und beide deshalb warten ließ. Bonar Law zeigte sich über Asquiths Unbeschwertheit in der vorliegenden Krisensituation schockiert.
Im Verlauf des Jahres ging Bonar Law, der lange Lloyd George misstraute und Asquith als unverzichtbaren Mann hoch schätzte, zunehmend in das Lager von Asquiths Gegnern über. Hatte er sich lange bemüht, Asquith zu stützen und die bestehende Koalition zu bewahren, begann er nun, nach Alternativen zu suchen. Mit Lloyd George verständigte er sich im Herbst 1916 darauf, dass ein kleineres Kriegskabinett, bestehend aus vier Personen mit Lloyd George an der Spitze, gebildet werden, Asquith diesem aber nicht angehören sollte. Asquith akzeptierte den Vorschlag zunächst, zog sein Einverständnis allerdings wieder zurück, als in der Londoner Times ein gut informierter Artikel über den Vorgang erschien, der ihn als aus dem kleineren Kriegskabinett ausgegrenzt darstellte. Er forderte nun selbst die Leitung des kleineren Kriegskabinetts für sich ein. Daraufhin reichte Lloyd George seinen Rücktritt ein. Da Bonar Law jedoch Lloyd George unterstützte und den Rücktritt aller konservativen Minister aus dem Kabinett androhte, sah Asquith keine andere gangbare Option mehr und trat am 5. Dezember 1916 selbst zurück. Bonar Law wurde unmittelbar nach Asquiths Rücktritt vom König eingeladen, eine Regierung zu bilden. Jedoch hatte er sich mit Lloyd George bereits im Vorfeld darauf verständigt, dass er nur dann versuchen würde, eine neue Regierung zu bilden, wenn er Asquith dazu überreden könne, dieser in einer untergeordneten Position beizutreten. Nachdem Asquith es ablehnte, einen Kabinettsposten zu übernehmen, wurde einen Tag später Lloyd George Chef der neuen Koalitionsregierung. Der als Premierminister verdrängte Asquith ging nun mit seinen Anhängern in die Opposition, während ein (kleinerer) Teil der Liberalen unter dem neuen Premierminister Lloyd George an der Koalition festhielt.
In dessen Regierung wurde Law Schatzkanzler und zugleich Mitglied des inneren Kriegskabinetts. Gleichzeitig übernahm er die Rolle des Leader of the House of Commons. Während Lloyd George sich auf die unmittelbare Kriegspolitik konzentrierte, organisierte Law die meisten übrigen Politikfelder. Zwischen Premierminister Lloyd George und Bonar Law entwickelte sich in den kommenden Jahren schnell eine produktive Zusammenarbeit. Während der flamboyante, ideenreiche Lloyd George als Ideengeber fungierte, war Bonar Law der hemmende Bedenkenträger, der die Konzepte des Premierministers auf ihre Machbarkeit hin kritisch hinterfragte. Als Schatzkanzler brachte er Erhöhungen der Einkommenssteuer und der auf Kriegszeiten beschränkten Übergewinnsteuer auf den Weg, um weiterhin die finanziellen Belastungen des Kriegs finanzieren zu können.
Im Verlauf des Krieges wurden seine beiden älteren Söhne im Krieg getötet; Law, zuvor bereits durch den Tod seiner Frau tief getroffen, erholte sich niemals von diesem Verlust, verblieb jedoch aus Pflichtgefühl im öffentlichen Leben.

## Weiterführung der Koalition

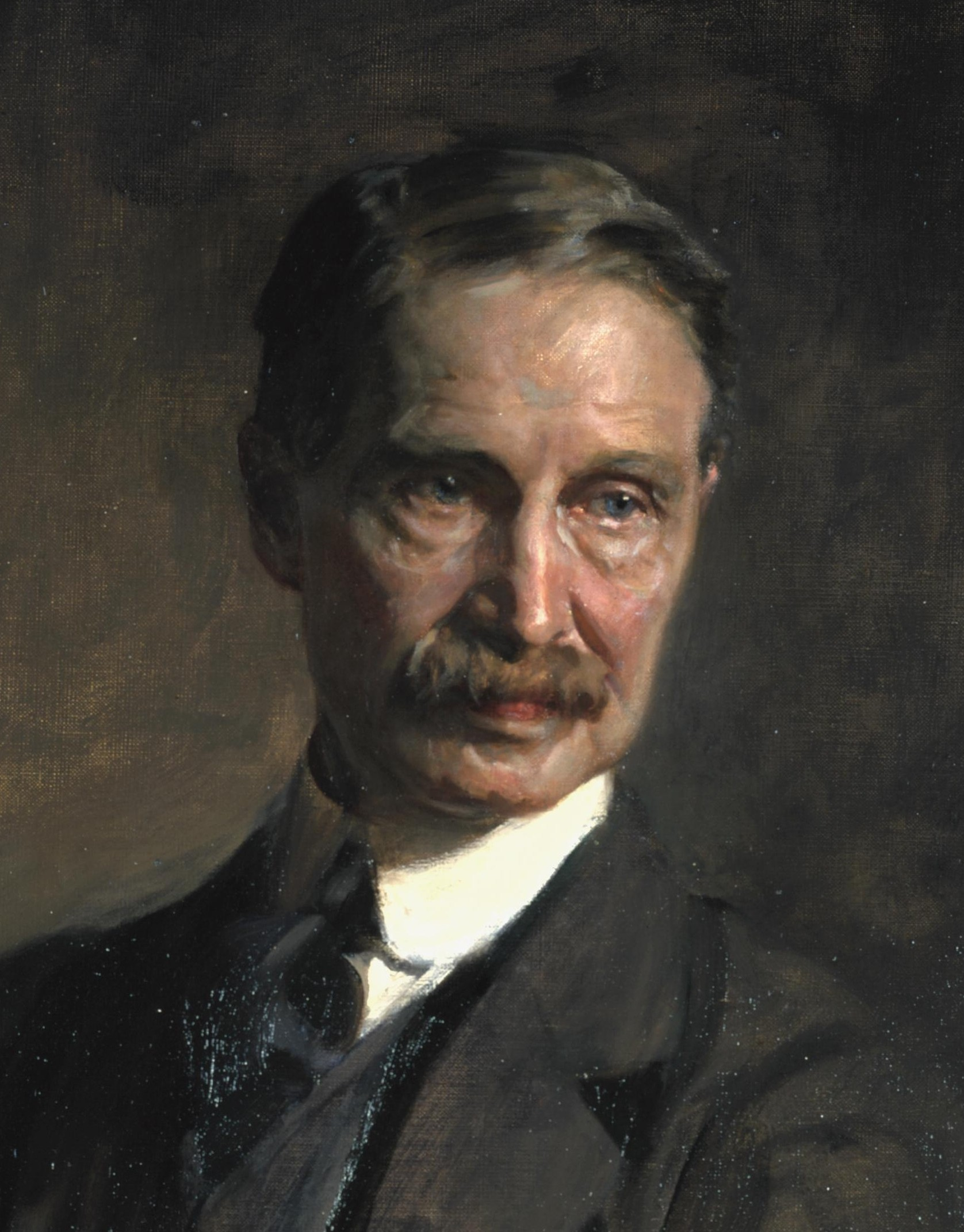
Andrew Bonar Law, Gemälde von 1924. Porträtstudie von James Guthrie für Statesmen of World War I.

Die bestehende Koalition gewann die Britische Unterhauswahl 1918, bei der zum ersten Mal allen Männern über 21 Jahren und Frauen über 30 Jahren das Wahlrecht gewährt worden war. Diese Wahl wird auch als „Coupon-Wahl“ bezeichnet, da die Regierung zuvor Schreiben (coupons) an bestimmte Politiker der Liberalen und Konservativen gesandt hatte, die sie als Anhänger der bestehenden Koalition auswies. Dies verschärfte die bereits bestehende interne Spaltung der Liberalen Partei und versetzte ihr einen schweren Schlag. Die Koalitionsregierung gewann bei der Wahl eine deutliche Mehrheit mit den Konservativen als Hauptgewinner, die Liberalen unter Asquith schrumpften dagegen zu einer Rumpfpartei. Auch die Koalitionsliberalen befanden sich nun deutlich in der Minderheit; die Koalition bestand zu drei Vierteln aus Konservativen und einem Viertel aus Liberalen auf der Seite Lloyd Georges, während Asquiths Liberale von der aufstrebenden Labour Party als die führende Oppositionspartei abgelöst worden waren. In Irland gewann die radikale Partei Sinn Féin, die für die Loslösung Irlands aus dem Vereinigten Königreich eintrat, auf Kosten der moderaten Irish Parliamentary Party erstmals 73 Sitze.
Anfang 1919 trat Bonar Law aufgrund der hohen Arbeitsbelastung als Schatzkanzler zurück und übernahm stattdessen zusätzlich zum Amt des Fraktionsführers der Regierungskoalition den Posten des Lordsiegelbewahrers, ein sinekures Amt. Er nahm an der Pariser Friedenskonferenz teil, trat dabei allerdings kaum in Erscheinung. Als Teil der britischen Delegation unterzeichnete er ebenfalls den Friedensvertrag von Versailles.
Gespräche zwischen den Koalitionsliberalen und der Konservativen Partei über eine Fusion scheiterten 1920/1921 am Widerstand der Koalitionsliberalen. Die Beliebtheit der Koalition sank zunehmend. Das vordrängende Problem waren die wirtschaftlichen Probleme des Landes. Ein kurzer wirtschaftlicher Nachkriegsboom in Großbritannien war Ende 1920 deutlich abgekühlt. Im Dezember stieg die Arbeitslosenzahl von 300.000 auf 700.000 Menschen an; bis Mitte 1921 wuchs die Zahl der Arbeitslosen weiter auf über zwei Millionen Menschen an. Es kam zu einer Serie von Streiks, die vor dem Hintergrund der Russischen Revolution die Angst vor dem Bolschewismus schürten, von Bonar Law allerdings als Alarmismus abgetan wurden. Bonar Law übernahm für die Regierung die Aufgabe des Mediators.

## Rücktritt
Im März 1921 zwang ihn sein schlechter Gesundheitszustand zum Rücktritt aus der Regierung und als Parteichef; sein Arzt hatte anhaltend gefährlich hohen Blutdruck attestiert. Er behielt lediglich seinen Sitz im Unterhaus, zog sich aber für einige Monate zurück und reiste zur Rekonvaleszenz zunächst nach Cannes, dann nach Le Touquet und Paris. Austen Chamberlain übernahm sein Amt als konservativer Führer im Unterhaus. Sein Freund Beaverbrook hielt Bonar Law über die politischen Vorgänge auf dem Laufenden. Im September 1921 war seine Gesundheit wiederhergestellt und er kehrte nach London zurück. Eine aktive Rolle lehnte er zunächst ab und blieb auf den Hinterbänken.
In seiner Abwesenheit hatte sich die Situation in der Irland-Frage zugespitzt; obwohl Sinn Féin dabei war, den Bürgerkrieg zu verlieren, hatte die Koalitionsregierung entgegen früherer Aussagen mit Friedensgesprächen begonnen. Im Rahmen der Verhandlungen bot Lloyd George entgegen allen früheren Absprachen in einer plötzlichen Volte auch Ulster als Teil der Verhandlungsmasse an. Daraufhin warnte Bonar Law, dass er unter diesen Umständen die Masse der konservativen Unterhausmitglieder gegen den Premier in Stellung bringen würde, worauf dieser sofort umschwenkte und Ulster im Friedensvertrag wiederum bei Großbritannien verblieb. Die Koalition zeigte in dieser Phase erste Risse und wurde innerhalb der Konservativen Partei zunehmend in Frage gestellt. In den lokalen Parteiorganisationen wuchs die Unzufriedenheit. Vor allem gegen Lloyd George hegten die Hinterbänkler bereits seit vielen Jahren ein starkes Misstrauen, ein Resultat aus den Vorkriegsjahren, als er neben Asquith der Exponent der Liberalen Regierung gewesen war und eine führende Rolle während der Auseinandersetzungen um den Parliament Act 1911 gespielt hatte. Zudem stand er im Ruf, ein selbstsüchtiger Politiker zu sein, der immer seine eigenen Interessen an vorderste Position stellte. Austen Chamberlain, der Lloyd George sehr ergeben war, übte bei weitem keine so enge Kontrolle über die Hinterbänkler aus wie Bonar Law. Lloyd George verließ sich im Umgang mit der Konservativen Partei auf einen engen Zirkel von Vertrauten und gab sich keine Mühe, bei den Hinterbänklern für sich und seine politischen Anliegen zu werben. Dadurch kam es in der Konservativen Partei zu einer Entfremdung zwischen den führenden Ministern (wie Austen Chamberlain, Lord Birkenhead, und Arthur Balfour), die loyal zu Lloyd George standen und an der Koalition unter allen Umständen festhalten wollten, und der Masse der Hinterbänkler und der lokalen Parteiorganisationen auf der anderen Seite.
Im Verlauf der Chanakkrise schrieb Law Anfang Oktober 1922 einen Leserbrief an die Times, in dem er äußerte, dass Großbritannien nicht der alleinige Weltpolizist sein könne. Damit versetzte er der Koalition einen so schweren Schlag, dass Robert Blake ihn als den „Todesstoß“ für die Koalition charakterisiert. Bonar Law wurde nun mit Briefen unzufriedener Hinterbänkler bombardiert, die ihn baten, aktiv auf die politische Bühne zurückzukehren und die Partei aus der Koalition herauszuführen. Mit seinem offenen Brief an die Times hatte er bereits implizit signalisiert, dass ein alternativer konservativer Parteiführer bereitstehen könnte. Drei Tage später kam das Kabinett überein, eine Unterhauswahl anzusetzen und diese erneut gemeinsam zu bestreiten. Am 15. Oktober teilte Chamberlain dem konservativen Chief Whip Leslie Wilson seinen Entschluss mit, ein Treffen aller konservativen Unterhausmitglieder einzuberufen, um sich das Vertrauen als Parteiführer aussprechen zu lassen. Obwohl er sich der internen Opposition bewusst war, sah Chamberlain sich und seinen Führungszirkel zu diesem Zeitpunkt weiter als unentbehrlich an und war fest davon überzeugt, dass seine internen Gegner nicht in der Lage sein würden, eine andere Regierung zu bilden.
Bonar Law kam nun eine Schlüsselrolle zu; es war allgemein unumstritten, dass sein Votum die Mehrheitsverhältnisse entscheidend beeinflussen würde. Er wurde in kurzer Abfolge von mehreren Parteifreunden (unter anderem auch Curzon und Austen Chamberlain) besucht, die ihn für eine der beiden Seiten gewinnen wollten. Er zögerte lange mit seiner Entscheidung, die aus seiner Sicht entweder aus einem kompletten Rückzug ins Private oder einem Kampf gegen die Koalition hinauslief. Erst am Vorabend, nach langen Konsultationen mit seiner Schwester Mary, erklärte er sich bereit, teilzunehmen. Seine Biografen sehen als Hauptgrund seine Sorge um die Einheit der Partei, die durch die Belastung der Koalition drohte, sich in zwei Teile zu spalten – einen linken Teil, der mit Lloyd George und seinen Anhängern zu einer Zentrumspartei fusionieren würde, und eine reaktionäre Restpartei. Beim Carlton-Club-Treffen am 19. Oktober 1922 wurde Bonar Law bei seinem Eintreffen mit Jubel empfangen. Nachdem Chamberlain in seiner Rede die Koalition mit Lloyd George verteidigt und der aufstrebende Stanley Baldwin sich gegen die Koalition ausgesprochen hatte, folgte Bonar Law. Er warnte in seiner Rede vor einer Fortsetzung der Koalition, die ein Auseinanderbrechen der Konservativen Partei zufolge haben würde. In dieser Situation sei für ihn die Einheit der Partei aber wichtiger als die nächste Wahl. Wie schon 1846, als der Streit um die Korngesetze die Partei Robert Peels gespalten hatte, würde es eine ganze Generation dauern, ehe die Konservative Partei wieder zu dem Einfluss zurückfinden würde, der ihr zustehe. Das Votum im Anschluss fiel mit 187 zu 87 Stimmen eindeutig gegen die Koalition aus. Nach Bekanntwerden des Ausgangs trat Premierminister Lloyd George noch am gleichen Tag zurück, was Bonar Law als den profiliertesten Politiker der stärksten Partei im Unterhaus zum prädestinierten Nachfolger machte. Der König schickte seinen Sekretär Lord Stamfordham zu Bonar Law und lud ihn dazu ein, eine neue Regierung zu bilden. Dies lehnte Bonar Law zunächst mit dem formellen Hinweis ab, dass er kein Parteiführer sei. Am 23. Oktober wurde er jedoch einstimmig zum Parteiführer der Konservativen gewählt und begann nun schnell damit, eine neue Regierung zu bilden.

## Premierminister

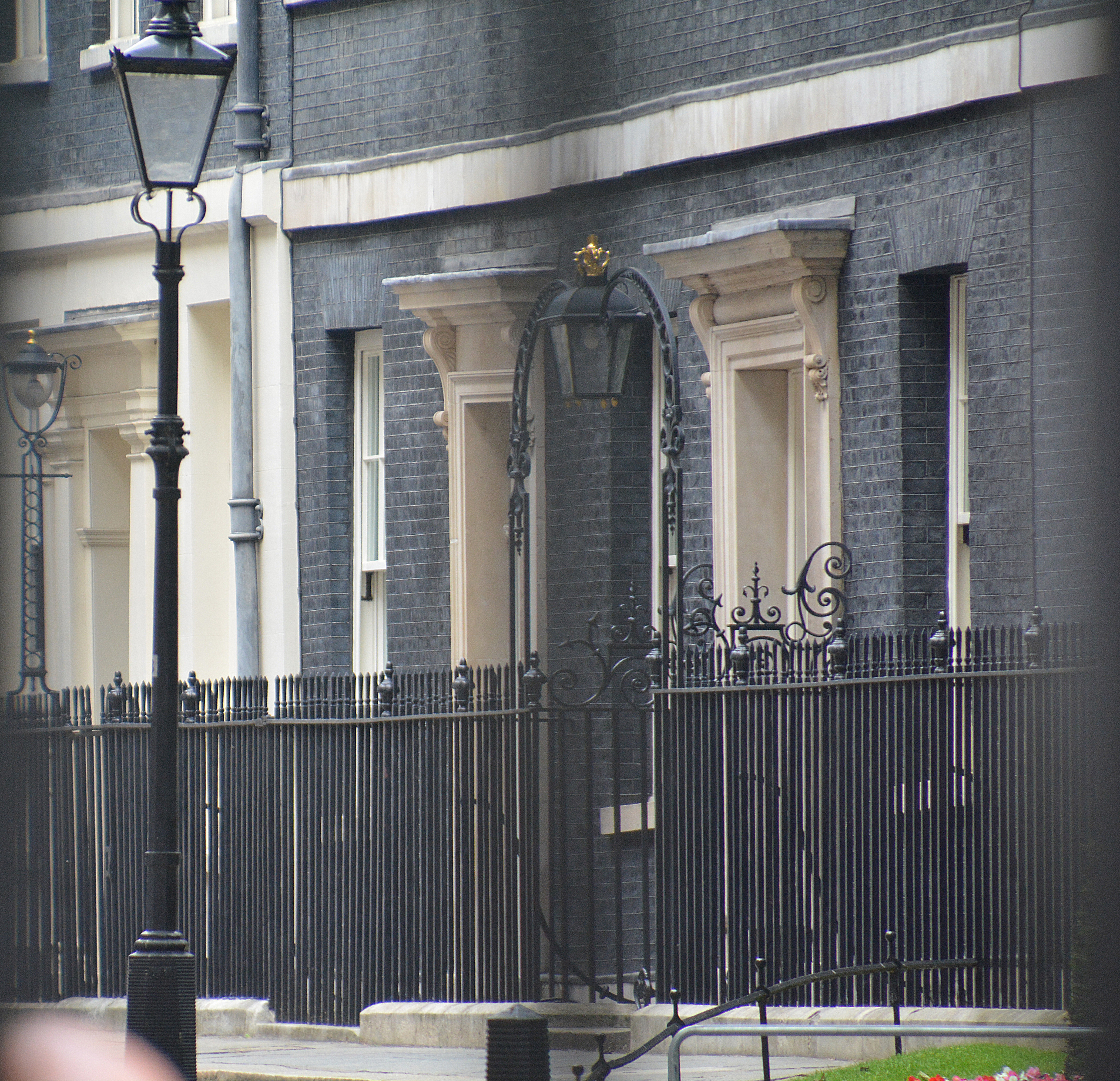
10 Downing Street, die offizielle Londoner Residenz des Premierministers

Nach dem Rücktritt von Lloyd George beriet sich Chamberlain mit seinen Anhängern und schloss sich bald Lloyd George an. Die Gruppe – neben Chamberlain auch Balfour und Lord Birkenhead, Sir Robert Horne und der Earl of Crawford – baute darauf, dass ohne sie keine Regierung gebildet werden könne. Durch diese Weigerung vieler prominenter Koalitionsanhänger, in die neue Regierung einzutreten, stützte sich Bonar Law bei seiner Kabinettsbildung vor allem auf Außenminister George Curzon und Stanley Baldwin als Schatzkanzler. Dazu beförderte er einige ehemalige Juniorminister aus der letzten Regierung, die gegen die Koalition gestimmt hatten und hauptsächlich dem linken Flügel der Konservativen zuzurechnen waren. Zudem suchte er einen internen Fraktionsausgleich und berief mit Lord Salisbury den reaktionären Anführer des aristokratischen rechten Parteiflügels, als Lordpräsident des Rates (Lord President of the Council) in sein Kabinett. Da nicht nur die Cecils, sondern mit Cavendish und Stanley auch zwei andere große Adelshäuser repräsentiert waren, hatte das Kabinett in seiner Außenwirkung einen starken aristokratischen Anstrich. Nachdem Chamberlain und seine Anhänger die Regierungsbildung boykottiert hatten, war Bonar Laws Kabinett insgesamt nur mit wenigen erfahrenen Politikern besetzt. Der zusammen mit Lloyd George gestürzte Winston Churchill nannte die Regierung deshalb abschätzig „eine Regierung der zweiten Elf“, während Lord Birkenhead die Riege der Minister „als zweitklassige Köpfe“ abtat.
Im Wahlkampf für die kurzfristig angesetzte Unterhauswahl versprach das Wahlmanifest Bonar Laws die Abkehr von Unsicherheit und Rücksichtslosigkeit in der Außenpolitik sowie eine Rückkehr zu Ruhe und Stabilität in der allgemeinen Regierungspolitik. Der Ausgang der Unterhauswahl am 15. November 1922 wurde zu einem großen Erfolg für die Konservativen, die noch einmal 12 Sitze zu ihrer bereits bestehenden Mehrheit hinzugewannen.
Bereits müde und oft unwohl, überließ Bonar Law als Regierungschef von Anfang an wichtige Aufgabenfelder den Ministern der Ressorts. So zeigte er sich – im Gegensatz zu Lloyd George, der die Außenpolitik für sich reservieren wollte – zufrieden, Curzon die Außenpolitik allein zu überlassen. Da dieser jedoch im Nachgang zur Chanakkrise auf der Konferenz von Lausanne die britischen Interessen vertrat, musste sich Bonar Law zumindest mit der Frage der deutschen Reparationen auseinandersetzen; der französische Präsident Raymond Poincaré drängte auf eine Lösung und drohte anderenfalls mit einer Besetzung des Ruhrgebiets. Bei zwei Konferenzen der alliierten Mächte zunächst in London, dann in Paris, versuchte Bonar Law eine Begrenzung der deutschen Reparationen zu erreichen, scheiterte jedoch an Poincarés Widerstand, der sich bereits auf eine französische Ruhrbesetzung festgelegt hatte.
Ein weiteres drängendes Problem war die Frage der interalliierten Kriegsschulden. Einerseits war Großbritannien bei den USA hochverschuldet; gleichzeitig hatte Großbritannien bei seinen anderen Kriegspartnern wie Frankreich und Italien umfangreiche Außenstände, die insgesamt das Vierfache der britischen Schulden bei den USA betrug. Ende Januar 1923 wurde das Problem drängend, da die USA auf einer Einigung bestanden. Schatzkanzler Baldwin reiste deshalb Ende Januar nach Washington, D.C., um dort zu verhandeln. Großbritanniens war hier in einer heiklen Lage, da seine Schuldner maximal 25 Millionen Pfund an Rückzahlungen jährlich aufbringen konnten, die USA jedoch ihrerseits deutlich höhere Rückzahlungen im Jahr (46 Millionen Pfund jährlich) verlangten. Dies wurde von den Wirtschaftsexperten des Schatzamts für die britische Wirtschaftslage als ruinös angesehen. Baldwin, noch äußerst unerfahren als Schatzkanzler und in Verhandlungen mit seinen amerikanischen Verhandlungspartnern, ließ sich unter dem Hinweis der nahenden amerikanischen Kongresswahlen zu einem schnellen Abschluss der Verhandlungen drängen, ohne sich vorher mit dem Kabinett oder Bonar Law abgestimmt zu haben. Die Vereinbarung sah Rückzahlungen in Höhe von 40 Millionen Pfund im Jahr vor. Zudem machte er gleich bei seiner Rückkehr in Southampton die Vereinbarung öffentlich. Bonar Law war über Baldwins Vorgehen entsetzt; bestärkt von Wirtschaftsexperten wie John Maynard Keynes lehnte er die Einigung rundweg ab und dachte an Rücktritt, da das Kabinett einen Bruch des Vertrags als noch schädlicher ansah als ein Festhalten an den ungünstigen Bedingungen. Von Freunden wie Max Aitken überredet, blieb er im Amt, schickte jedoch einen anonymen Leserbrief an die Times, in dem er gegen die Vereinbarung protestierte.
Auch mit grundlegenden innenpolitischen Problemen wie der großen Arbeitslosigkeit wurde Law in dieser späten Phase seines politischen Schaffens nicht mehr fertig. In der Zwischenzeit war er an inoperablem Kehlkopfkrebs erkrankt; nicht mehr in der Lage, im Unterhaus zu sprechen, trat er am 20. Mai 1923 zurück.

## Nachfolge
Die Vorstellung Bonar Laws war es von Anfang an, nur etwa ein Jahr als Premierminister zu verweilen; in dieser Zeit sah er es als seine Hauptaufgabe an, eine Aussöhnung mit der Gruppe um Austen Chamberlain zu erreichen. Die Einheit der Partei – ein bestimmendes Leitmotiv seiner ganzen Zeit als Parteiführer – sollte so wiederhergestellt und die Gruppe, unter denen sich einige der talentiertesten Politiker der Partei befanden, wieder eingebunden werden. Danach wollte er den Stab an Chamberlain weiterreichen. Sein verfrühter Rücktritt machte diese Berechnungen jedoch zunichte, weshalb die Nachfolgediskussion sich auf Curzon und Baldwin beschränkte. Bonar Law verweigerte es, dem König einen formellen Rat über seinen geeigneten Nachfolger zu geben, da er fürchtete, dass die unvermeidliche Wahl Curzon sein würde, den er nicht als seinen Nachfolger sehen wollte. Der König entschied sich nach Sondierungen seines Sekretärs Lord Stamfordham letztlich für Baldwin. Die Entscheidung des Königs gegen Curzon und für Baldwin gilt gemeinhin als Wegscheide für das politische System Großbritanniens, in dem die Mitglieder des Oberhauses seitdem effektiv kaum noch Chancen auf den Posten des Premiers hatten.

## Tod

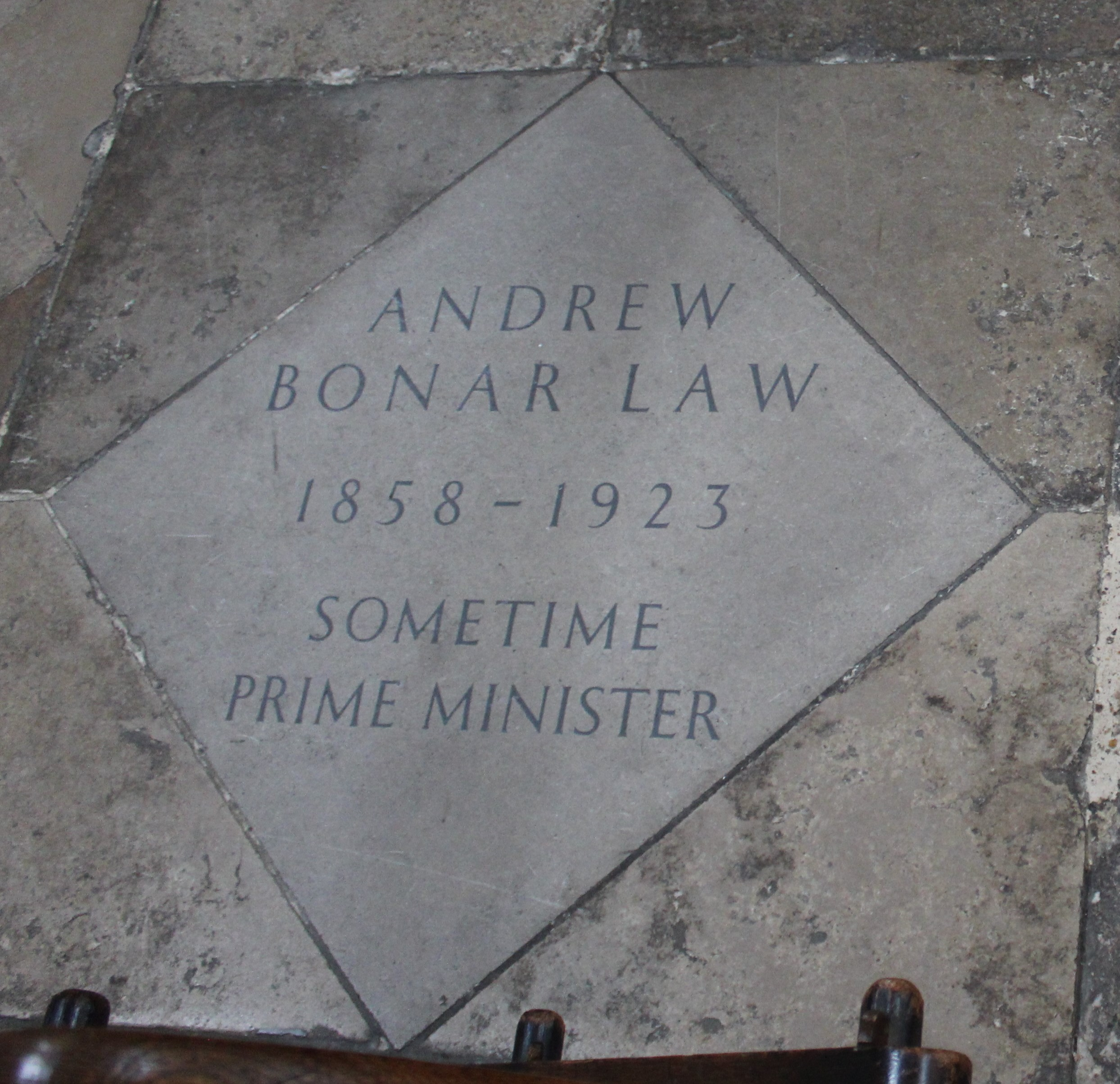
Bonar Laws Grabstätte in der Westminster Abbey

Ende Oktober 1923 zog Bonar Law sich als Resultat seiner Erkrankung eine septische Lungenentzündung zu; wenige Tage später, am 30. Oktober 1923, starb er. Seine Urne wurde in der Westminster Abbey beigesetzt. Der anwesende Asquith äußerte dabei, es sei „passend, dass der unbekannte Premierminister gleich neben dem unbekannten Soldaten beerdigt werde“.

## Forschungsgeschichte
Aufgrund seiner kurzen Zeit von nur 209 Tagen als Premierminister gilt Bonar Law heute als vergessener Premierminister. Im Jahr 1932 erschien erstmals eine Biographie von H. A. Taylor über ihn (The Strange Case of Andrew Bonar Law, London, 1932), die ebenfalls schnell in Vergessenheit geriet. 1955 gab Lord Beaverbrook als Nachlassverwalter den Anstoß für Robert Blakes Biografie über Andrew Bonar Law. Als Titel seiner hochgelobten Biographie (The Unknown Prime Minister) wählte Blake Asquiths abschätziges posthumes Urteil. Blake attestierte, dass Bonar Law weder ein brillanter noch besonders origineller Kopf gewesen sei. Dennoch sei er dank einer schnellen Auffassungsgabe und einer klaren Darstellungskraft, vor allem aber auch seiner Fähigkeit, Respekt und Zuneigung durch seine Zeitgenossen zu gewinnen, als Politiker der höchsten Klasse anzusehen. Zudem habe er in seiner späteren Karriere die Debatten im Unterhaus dank seiner Debattenstärke mit zunehmender Kraft beherrscht. R.J.Q. Adams zeichnete 1999 in seiner Biographie ein wohlwollendes Bild Bonar Laws, dessen völlig vergessene Reputation er zu rehabilitieren versuchte.
Dick Leonard sieht ihn entgegen Asquiths Epithet als beachtliche Figur. Nicht nur habe er zehn lange Jahre die Konservativen geführt, er spielte auch jeweils eine instrumentale Rolle beim Aufstieg Lloyd Georges zum Premierminister 1916 und bei seinem nachfolgenden Sturz 1922. Alan J. P. Taylor nannte Bonar Law angesichts seiner jeweils entscheidenden Rolle beim Sturz von Asquith und Lloyd George einen „formidablen Gigantenmörder“.
Ewen Green würdigte Bonar Law in einer Kurzbiographie 2004, seine Verdienste lägen vor allem in seiner Rolle als Parteiführer: insbesondere habe Law dazu beigetragen, die Konservative Partei wieder als Regierungspartei zu etablieren. Mit ihm als erstem Parteiführer der Konservativen nicht-adliger Herkunft (vom extravaganten Benjamin Disraeli als „Sonderfall“ abgesehen) sei es unter seiner Führung zu einer „rapiden Urbanisierung“ der Partei gekommen, sowohl in Bezug auf ihre Zusammensetzung als auch auf ihre politischen Prioritäten. Laws nüchterner Führungsstil und Geradlinigkeit seien zudem insbesondere in der Zeit nach dem Ersten Weltkrieg von großen Teilen der Partei geschätzt worden.
2006 schrieb Andrew Taylor in seiner Kurzbiographie, Bonar Law habe den Grundstein für die konservative Dominanz zwischen 1924 und 1964 gelegt; dazu habe er eine instrumentale Rolle bei der Zerstörung zweier Premierminister (Asquith und Lloyd George) gespielt.
In einer Umfrage der BBC aus dem Jahr 2000 unter Historikern, Politikern und politischen Kommentatoren, bei der die Abstimmenden den besten Premierminister des 20. Jahrhunderts wählen sollten, belegte Bonar Law Rang 13 von 19.

### Biographien
- R.J.Q. Adams: Bonar Law. Stanford University Press, 1999, ISBN 978-0-8047-3716-6.
- Robert Blake: The Unknown Prime Minister: The Life and Times of Andrew Bonar Law, 1858–1923. Eyre and Spottiswoode, London 1955.
- Andrew Taylor: Bonar Law. (20 British Prime Ministers of the 20th Century). Haus Publishing, London 2006, ISBN 978-1-904950-59-2.
- Sil-Vara: Englische Staatsmänner. Ullstein, Berlin 1916, S. 183–191

### Sonstige Literatur
- Robert Blake: The Conservative Party from Peel to Major. Faber and Faber, London 1997, ISBN 0-571-28760-3.
- Roy Jenkins: Mr. Balfour’s Poodle. Bloomsbury Reader, London 2012 (Erstveröffentlichung 1954), ISBN 978-1-4482-0320-8.
- Michael Kinnear: The Fall of Lloyd George: The Political Crisis of 1922. Macmillan, London 1973, ISBN 1-349-00522-3.
- David Powell: British Politics, 1910–1935: The Crisis of the Party System. Routledge, Abingdon 2004, ISBN 978-0-415-35106-5.
- Daniel Ziblatt: Conservative Parties and the Birth of Democracy. Cambridge University Press, Cambridge 2017, ISBN 978-0-521-17299-8.

### Enzyklopädieartikel
- Law, Andrew Bonar. In: Encyclopædia Britannica. 11. Auflage. Band 31: English literature – Oyama, Iwao. London 1922, S. 731 (englisch, Volltext [Wikisource]).